# Kassav’
Kassav’ ist eine Zouk-Band aus Guadeloupe und Martinique.

## Bandgeschichte
Kassav’ wurde 1979 von Pierre-Edouard Décimus in Guadeloupe gegründet. Zusammen mit Freddy Marshall griff er Karnevalsmusik auf und modernisierte sie. Als führende Band während der Entstehungszeit des Zouk gaben sie diesem Stil einen karibischen Sound, indem sie Elemente des Reggae, Salsa und Kompa integrierten. Gründungsmitglied Jacob Desvarieux starb im Juli 2021.

## Diskografie

### Studioalben
- 1979: Love and kadance
- 1980: Lagué mwen
- 1981: Kassav n°3
- 1983: Kassav
- 1983: Kassav n°5
- 1983: Passeport
- 1984: Ayé
- 1984: Yélélé
- 1985: An ba chenn la
- 1987: Vini pou (FR: Platin)
- 1987: Mwen Malad Aw (FR: Gold)
- 1989: Majestik Zouk (FR: ×2Doppelgold )
- 1992: Tékit izi (FR: Gold)
- 1995: Difé (FR: Gold)

| Jahr | Titel              | Höchstplatzierung, Gesamtwochen, AuszeichnungChartsChartplatzierungen (Jahr, Titel, Platzierungen, Wochen, Auszeichnungen, Anmerkungen) | Anmerkungen                         |
| Jahr | Titel              | FR | Anmerkungen                         |
| ---- | ------------------ | --- | ----------------------------------- |
| 2000 | Nou la             | FR41 (6 Wo.)FR | Erstveröffentlichung: 26. Juni 2000 |
| 2004 | K Toz              | FR31 (17 Wo.)FR |                                     |
| 2007 | All U need is zouk | FR58 (13 Wo.)FR | Erstveröffentlichung: 15. Juni 2007 |
| 2013 | Sonjé              | FR32 Gold (UPFI) · (9 Wo.)FR | Erstveröffentlichung: 13. Mai 2013  |

### Livealben
| Jahr | Titel         | Höchstplatzierung, Gesamtwochen, AuszeichnungChartsChartplatzierungen (Jahr, Titel, Platzierungen, Wochen, Auszeichnungen, Anmerkungen) | Anmerkungen                             |
| Jahr | Titel         | FR | Anmerkungen                             |
| ---- | ------------- | --- | --------------------------------------- |
| 1996 | Kassav cho    | FR43 (2 Wo.)FR | Erstveröffentlichung: 14. Oktober 1996  |
| 2005 | Carnaval Tour | FR124 (5 Wo.)FR | Erstveröffentlichung: 28. November 2005 |

Weitere Livealben
- 1987: Kassav au Zenith
- 1990: Le Grand Méchant Zouk
- 1993: Live au Zénith
- 2006: Le Grand Méchant Zouk

### Kompilationen
| Jahr | Titel                                           | Höchstplatzierung, Gesamtwochen, AuszeichnungChartsChartplatzierungen (Jahr, Titel, Platzierungen, Wochen, Auszeichnungen, Anmerkungen) | Anmerkungen                        |
| Jahr | Titel                                           | FR | Anmerkungen                        |
| ---- | ----------------------------------------------- | --- | ---------------------------------- |
| 1999 | Le Meilleur de Kassav: Best of 20e anniversaire | FR20 (8 Wo.)FR | Charteinstieg in FR erst 2008      |
| 2009 | Saga                                            | FR45 (13 Wo.)FR | Erstveröffentlichung: 11. Mai 2009 |
| 2016 | Zouk la ce sel medikaman nou ni                 | FR180 (1 Wo.)FR |                                    |
| 2019 | Best of 2019                                    | FR186 (3 Wo.)FR |                                    |

Weitere Kompilationen
- 1987: Les Grand Succès de Kassav vol.1
- 1987: Les Grand Succès de Kassav vol.2
- 1991: Best of (FR: Gold)
- 1998: Kassav Gold
- 1998: Un toque latino
- 2002: Les Indispensables de Kassav
- 2003: Légendes Kassav
- 2006: Best of
- 2006: Kassav: Les années sonodisc
- 2013: La Sélection – Best of 3CD

### Soloalben
- 1991: Milans by Jocelyne Béroard
- 1992: Be zouk by Patrick Saint Eloi
- 1994: Zoukamine by Patrick Saint Eloi
- 1996: Marthéloi by Jean Philippe Marthély & Patrick Saint Eloi
- 1997: Digital dreads by Jean-Claude Naimro
- 1998: Lovtans by Patrick Saint Eloi
- 1998: O péyi by Jean Philippe Marthély
- 1999: Euphrasine Blues by Jacob Desvarieux
- 1999: A l’Olympia by Patrick Saint-Eloi
- 1999: Délikatès by Jean-Claude Naimro
- 2002: Live en Martinique by Jean Philippe Marthély
- 2003: Madousinay by Jocelyne Béroard
- 2006: Koulè lanmou by Jean Philippe Marthély
- 2008: Kolo ka by Claude Vamur

### Singles
| Jahr | Titel                       | Höchstplatzierung, Gesamtwochen, AuszeichnungChartsChartplatzierungen (Jahr, Titel, Platzierungen, Wochen, Auszeichnungen, Anmerkungen) | Anmerkungen |
| Jahr | Titel                       | FR | Anmerkungen |
| ---- | --------------------------- | --- | ----------- |
| 1988 | Sye bwa –                   | FR19 (18 Wo.)FR |             |
| 1988 | Soleil –                    | FR40 (8 Wo.)FR |             |
| 1989 | Sé dam bonjou Majestik Zouk | FR45 (2 Wo.)FR |             |
| 1990 | Wép wép Majestik Zouk       | FR44 (7 Wo.)FR |             |
| 1990 | Ou lé Majestik Zouk         | FR43 (3 Wo.)FR |             |

### Videoalben
- 1999: Les 20 ans de Kassav à Bercy
- 2005: Carnaval tour
- 2006: Le grand méchant zouk
- 2008: All u need is zouk tour
- 2009: Nuit créole les 30 ans de Kassav au Stade de France (FR: Gold (UPFI))